# エスタディオ・エクトル・エスピーノ
座標: 北緯29度5分48.07秒 西経110度59分27.53秒 / 北緯29.0966861度 西経110.9909806度
エスタディオ・エクトル・エスピーノ（Estadio Héctor Espino）は、メキシコのソノラ州エルモシージョにある野球場。14,000人収容。リーガ・メヒカーナ・デル・パシフィコ所属のチーム、ナランヘロス・デ・エルモシージョが本拠地にしている。フィールドは天然芝。
エスタディオ・フェルナンド・M・オルティスに代わるナランヘロスの新本拠地として1972年10月4日に開場した。スタジアム名の由来となったエクトル・エスピーノ・ゴンサレスは、『メキシコのベーブ・ルース』と称されたメキシコ野球史に残る大選手の一人で、ナランヘロスをカリビアンシリーズ初優勝に導く（1976年）など活躍した。エスピーノの背番号21は球団の永久欠番となっている。